# 1-й Зірімзібаш
1-й Зірімзіба́ш (рос. 1-й Зиримзибаш, башк. 1-се Еремйәбаш) — присілок у складі Татишлинського району Башкортостану, Росія. Входить до складу Курдимської сільської ради.
Населення — 106 осіб (2010; 118 у 2002).
Національний склад:
- башкири — 95 %